# Missions espanyoles a Geòrgia

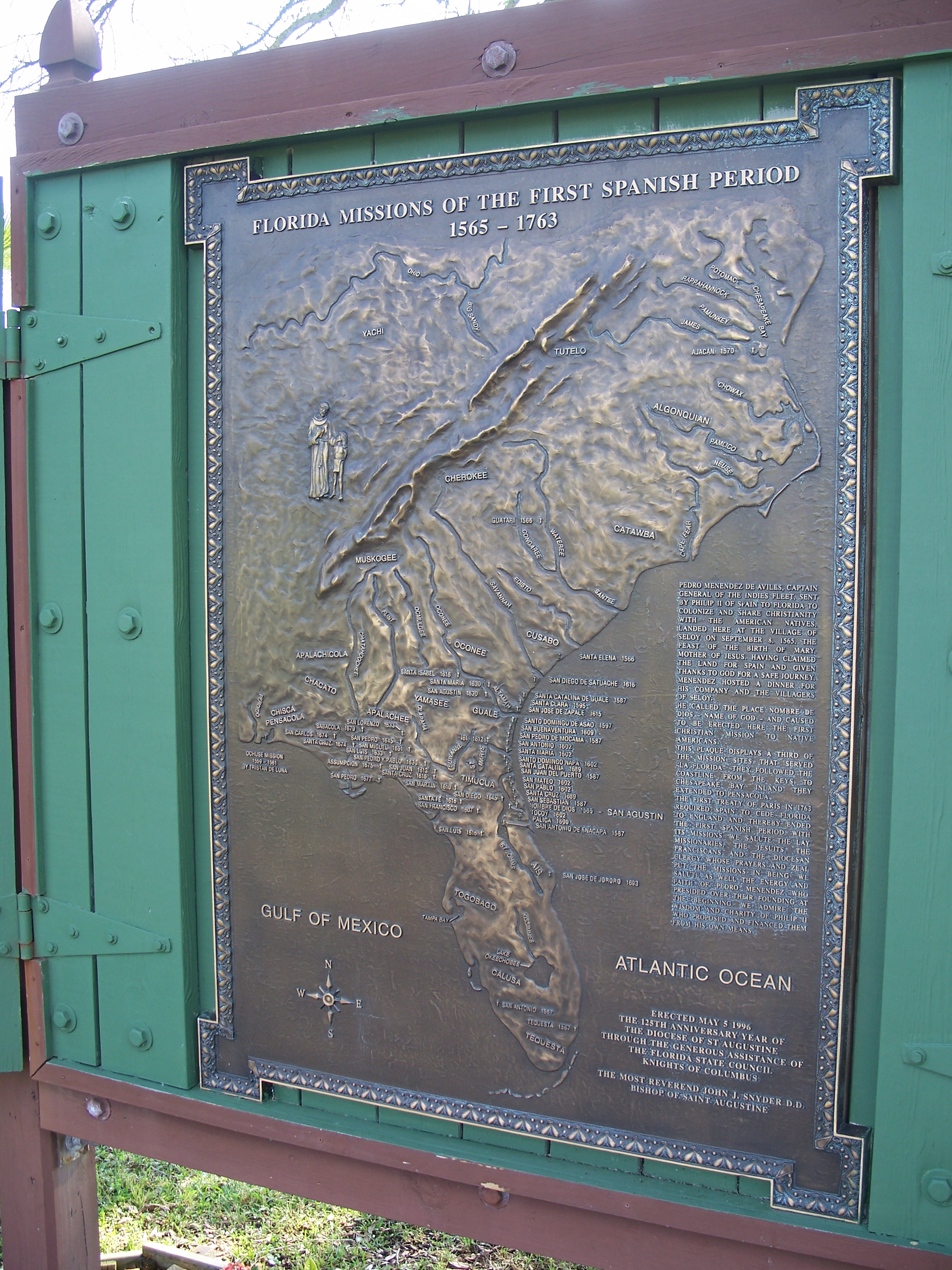
Una placa que mostra les ubicacions d'un terç de les missions entre 1565 i 1763

Les missions espanyoles a Geòrgia comprenen una sèrie d'establiments religiosos d'avançada establerts pels catòlics espanyols per tal de difondre la doctrina cristiana entre els amerindis locals. El capítol espanyol de la història colonial més antiga de Geòrgia està dominat per la llarga època de les missions, que s'estén des de 1568 fins a 1684. Les missions catòliques van ser el principal mitjà pel qual els cacicats amerindis de Geòrgia van ser assimilats pel sistema colonial espanyol al llarg de la frontera nord de la Florida espanyola.
Les primeres missions a l'actual Geòrgia es van establir per servir als guale i diversos pobles timucua, incloent els mocama. Més tard les missions van servir a altres pobles que havien entrat a la regió, incloent el yamasee.

## Missions
- Missió de San Pedro y San Pablo de Puturibato (1595–1597), a l'illa de Cumberland
- San Buenaventura de Guadalquini (1605–1684), a l'illa St. Simons
- Missió de San Diego de Satuache (ca. 1610-1663), a la desembocadura del riu Ogeechee
- Missió de San Joseph de Sapala (ca. 1605-1684), a l'illa Sapelo
- San Lorenzo de Ibihica (ca. 1620-1656), vora Folkston
- San Pedro de Mocama (1587-ca. 1660), a l'illa de Cumberland
- Missió de San Phelipe de Alave (ca. 1610-ca. 1670), al nord del riu Newport
- Missió de San Phelipe II (ca. 1670-1684), a l'illa de Cumberland
- Santa de Catalina de Guale (1602–1702), a illa St. Catherines, illa Sapelo, i illa Amelia
- Missió de Santa Clara de Tupiqui/Espogache (1595-ca. 1670), al riu Sapelo
- Missió de Santa Cruz de Cachipile (ca. 1625-1657), vora Valdosta
- Santa Isabel de Utinahica (ca. 1610-ca. 1640), a les forques del riu Altamaha
- Missió de Santa Maria de los Angeles de Arapaja (ca. 1625-1657), al riu Alapaha
- Missió de Santiago de Oconi (ca. 1620-1656), a Okefenokee Swamp
- Missió de Santo Domingo de Asao/Talaje (1595–1661), a la desembocadura del riu Altamaha
- Missió de Santo Domingo de Asao/Talaje II (1661–1684), a l'illa St. Simons
- Missió de Talapo (1595–1597), a la costa vora l'illa Sapelo
- Missió de Tolomato (1595–1597), a la costa vora de l'illa St. Catherines